# کوه ایواته
کوه ایواته (به لاتین: Mount Iwate) یک کوه و آتشفشان در ژاپن است که در هاچیمانتای، ایواته واقع شده‌است. کوه ایواته ۲٬۰۳۸ متر بالاتر از سطح دریا واقع شده‌است.